# Ze’ev Levy
Zeʾev Levy (hebräisch זְאֵב לֵוִי Səʾev Lewī; * 25. März 1921 in Dresden; † 16. März 2010 in HaMaʿappil, Israel) war ein israelischer Philosoph. Er emigrierte mit seiner elterlichen Familie 1934 nach Palästina, arbeitete im Kibbuz, begann mit 43 Jahren sein Philosophiestudium, das mit dem PhD abschloss. Von 1973 bis zu seiner Emeritierung war er Professor für Philosophie an der Universität Haifa.

## Leben
Zeʾev Levy wurde 1921 in Dresden geboren. Im Jahr nach der Machtergreifung der Nationalsozialisten machte die Familie – die Eltern und zwei Kinder – im Februar 1934 Alija. Der mütterliche Großvater starb im Lager Theresienstadt. Nach Beendigung der Schule in Tel-Aviv schloss sich Zeʾev Levy 1939 dem Kibbuz Chefziba an, wo er mit landwirtschaftlicher Arbeit, hauptsächlich der Schaf- und Ziegenzucht, beschäftigt war. Nebenher interessierten ihn philosophische Abhandlungen, die er mit Leidenschaft verschlang. Von 1946 bis 1948 wurde er durch die Kibbuzbewegung als Schaliach (Gesandter) für Jugenderziehung nach Europa geschickt. Ende 1961 siedelte er mit seiner Frau und seinen Kindern in den Kibbuz HaMaʿappil über, wo er bis zu seinem Tode am 16. März 2010 lebte.
1963 begann Zeʾev Levy im Seminar der Kibbuzbewegung HaSchomer haZaʿir in Givʿat Chaviva philosophische Seminare zu leiten. Diese Aufgabe faszinierte ihn so sehr, dass er – inzwischen 43-jährig – beschloss, ein formales Studium der Philosophie aufzunehmen. 1969 schloss er sein Philosophiestudium an der Universität in Tel Aviv mit einer Magisterarbeit über Franz Rosenzweig ab – Franz Rosenzweig: Ein Vorläufer des jüdischen Existentialismus (hebr.), der ersten Arbeit über Rosenzweig in Israel – und fügte dem noch ein postgraduales Studium an der Hebräischen Universität in Jerusalem an, das er 1973 mit einer Dissertation Structuralism – between Method and Theory abschloss.
Von 1972 bis 1974 lehrte Zeʾev Levy Philosophie an der Universität Tel Aviv und von 1973 bis zu seiner Emeritierung 1989 Philosophie und Jüdisches Denken an der Universität Haifa. Levys Arbeitsgebiete umfassen einerseits die jüdische Philosophie der Neuzeit, mit besonderer Betonung von Spinoza, Moses Mendelssohn, Nachman Krochmal, Hermann Cohen, Martin Buber, Franz Rosenzweig und Emmanuel Levinas sowie andererseits Hermeneutik und Ethik sowohl aus allgemeiner als auch aus jüdischer Sicht. 1983 und 1990/1991 war er Gastprofessor an der Universität Heidelberg und der ihr angeschlossenen Hochschule für Jüdische Studien und 1987 Visiting Professor an der State University of New York in Binghamton und am Queens College in New York City. 2002 nahm er die Franz-Rosenzweig-Gastprofessur an der Universität Kassel wahr.

## Schriften (in Auswahl)
- A Precursor of Jewish Existentialism: The Philosophy of Franz Rosenzweig, Tel-Aviv 1969 (hebr.).
- Spinoza and the Concept of Judaism: A concept and its influence on Jewish Thought, Tel Aviv 1972 (hebr.), 2nd ed. 1983, 3rd ed. 1991.
- Structuralism – between method and theory, Tel-Aviv 1976 (hebr.).
- Science and Values: On the cognitive status of ethical values, Ramat-Gan 1979 (hebr.).
- Between Yafeth and Shem: On the relationship between Jewish and general philosophy, Tel-Aviv 1982 (hebr.); Bern/New-York 1987 (engl.).
- Hermeneutics, Tel-Aviv 1987, 2nd edition 1989 (hebr.).
- David Baumgardt and Ethical Hedonism, New York 1989.
- Baruch or Benedict. On some Jewish Aspects in Spinoza’s Philosophy, Bern/New York 1989.
- Judaism in the World-View of J. G. Hamann, J. G. Herder and W. von Goethe, Jerusalem 1994 (hebr.).
- Otherness and Responsibility – A Study of Emmanuel Levinas’ Philosophy, Jerusalem 1997 (hebr.).
- Probleme moderner jüdischer Hermeneutik und Ethik, Cuxhaven/Dartford 1997.
- Baruch Spinoza – Seine Aufnahme durch die jüdischen Denker in Deutschland, Stuttgart 2001.
- Bioethics - Philosophical and Jewish Aspects, Cuxhaven/Dartford 2001.
- (mit Nadav Levy), Ethics, Emotions and Animals, Tel-Aviv 2002.
- Reflections on Death in Philosophy and in Jewish Thought, Tel-Aviv 2008 (hebr.).
- “Von Dresden in den Kibbuz” und “Emmanuel Levinas’ Verhältnis zu Hermann Cohen, Martin Buber und Franz Rosenzweig”, in: Wolfdietrich Schmied-Kowarzik (Hg.), Auseinandersetzungen mit dem zerstörten jüdischen Erbe. Franz-Rosenzweig-Gastvorlesungen 1999-2005, Kassel 2004.

## Sekundärliteratur
- Trumah – Beiträge zur jüdischen Philosophie – Festgabe zum 80. Geburtstag von Zeʾev Levy (Zeitschrift der Hochschule für jüdische Studien 11), Heidelberg 2001.
- Auseinandersetzungen mit dem zerstörten jüdischen Erbe. Franz-Rosenzweig-Gastvorlesungen 1999-2005, hg. von Wolfdietrich Schmied-Kowarzik, Kassel 2004.